# Seznam katastrálních území v okrese Pardubice
V této tabulce je uveden kompletní výčet katastrálních území Okresu Pardubice, včetně rozlohy a sídel, které na nich leží.
| Název KÚ                    | Sídla | Obec                  | km2   |
| --------------------------- | --- | --------------------- | ----- |
| A                           | A | A                     |       |
| Barchov u Pardubic          | Barchov | Barchov               | 4,42  |
| Bělečko                     | Bělečko | Býšť                  | 10,87 |
| Bělešovice                  | Bělešovice | Slepotice             | 1,4   |
| Benešovice u Přelouče       | Benešovice | Brloh                 | 1,86  |
| Bezděkov                    | Bezděkov | Bezděkov              | 5,27  |
| Bílé Vchynice               | Bílé Vchynice | Kladruby nad Labem    | 3,12  |
| Blato                       | Blato | Mikulovice            | 1,21  |
| Bohumileč                   | Bohumileč | Rokytno               | 3,65  |
| Borek                       | Borek | Borek                 | 5,22  |
| Brloh u Přelouče            | Brloh | Brloh                 | 2,84  |
| Brozany nad Labem           | Brozany, Hradiště na Písku | Staré Hradiště        | 5,12  |
| Břehy                       | Břehy | Břehy                 | 11,32 |
| Bukovina nad Labem          | Bukovina nad Labem | Bukovina nad Labem    | 4,46  |
| Bukovina u Přelouče         | Bukovina u Přelouče | Bukovina u Přelouče   | 1,71  |
| Bukovka                     | Bukovka, Habřinka | Bukovka               | 5,55  |
| Bumbalka                    | Bumbalka | Turkovice             | 1,21  |
| Býšť                        | Býšť | Býšť                  | 10,51 |
| Časy                        | Časy | Časy                  | 2,58  |
| Čeperka                     | Čeperka | Čeperka               | 11,33 |
| Čepí                        | Čepí | Čepí                  | 2,48  |
| Čeradice nad Loučnou        | Čeradice | Moravany              | 2,25  |
| Černá u Bohdanče            | Černá u Bohdanče | Černá u Bohdanče      | 2,65  |
| Černá za Bory               | Černá za Bory, Žižín | Pardubice             | 2,08  |
| Dašice                      | Dašice, Velkolánské | Dašice                | 10,72 |
| Dolany u Pardubic           | Dolany | Dolany                | 6,46  |
| Dolní Jelení                | Dolní Jelení, Rousínov | Horní Jelení          | 14,86 |
| Dolní Roveň                 | Dolní Roveň | Dolní Roveň           | 8,07  |
| Dolní Ředice                | Dolní Ředice | Dolní Ředice          | 10,63 |
| Dražkov nad Labem           | Dražkov | Sezemice              | 2,8   |
| Dražkovice                  | Dražkovice, Zelené Předměstí (Pardubice V) | Pardubice             | 3,47  |
| Drozdice                    | Drozdice | Pardubice             | 1,44  |
| Dříteč                      | Dříteč | Dříteč                | 5,37  |
| Dubany nad Bylankou         | Dubany | Dubany                | 1,72  |
| Hlavečník                   | Hlavečník | Hlavečník             | 6,4   |
| Hoděšovice                  | Hoděšovice | Býšť                  | 8,26  |
| Holice v Čechách            | Holice, Kamenec, Koudelka, Podhráz, Podlesí, Roveňsko, Staré Holice | Holice                | 19,65 |
| Holotín                     | Holotín | Holotín               | 2,77  |
| Horní Jelení                | Horní Jelení | Horní Jelení          | 9,62  |
| Horní Roveň                 | Horní Roveň | Dolní Roveň           | 9,32  |
| Horní Ředice                | Horní Ředice | Horní Ředice          | 11,11 |
| Hostovice u Pardubic        | Hostovice | Pardubice             | 4,95  |
| Hrádek u Pardubic           | Hrádek | Srch                  | 1,94  |
| Hrachoviště u Býště         | Hrachoviště | Býšť                  | 4,46  |
| Hrobice                     | Hrobice | Hrobice               | 6,15  |
| Choltice                    | Choltice, Podhorky | Choltice              | 7,63  |
| Choteč u Holic              | Choteč | Choteč                | 4,15  |
| Chrtníky                    | Chrtníky | Chrtníky              | 1,17  |
| Chvaletice                  | Hornická Čtvrť, Chvaletice | Chvaletice            | 6,81  |
| Chvojenec                   | Chvojenec | Chvojenec             | 9,91  |
| Chýšť                       | Chýšť | Chýšť                 | 7,9   |
| Jankovice u Přelouče        | Jankovice | Jankovice             | 1,95  |
| Jaroslav                    | Jaroslav | Jaroslav              | 4,93  |
| Jedousov                    | Jedousov, Loděnice | Jedousov              | 3,41  |
| Jeníkovice u Choltic        | Jeníkovice | Jeníkovice            | 3,22  |
| Jezbořice                   | Jezbořice | Jezbořice             | 4,36  |
| Kasalice                    | Kasalice | Kasalice              | 2,1   |
| Kasaličky                   | Kasaličky | Kasalice              | 2,49  |
| Kladina                     | Kladina | Sezemice              | 2,06  |
| Kladruby nad Labem          | Kladruby nad Labem | Kladruby nad Labem    | 8,26  |
| Klenovka                    | Klenovka | Přelouč               | 2,09  |
| Kojice                      | Kojice | Kojice                | 6,12  |
| Kolesa                      | Kolesa | Kladruby nad Labem    | 7,87  |
| Komárov u Holic             | Komárov | Dolní Roveň           | 5,77  |
| Komárov u Přelouče          | Komárov | Kladruby nad Labem    | 4,56  |
| Kostěnice                   | Kostěnice | Kostěnice             | 5,76  |
| Kozašice                    | Kozašice | Jankovice             | 2,85  |
| Křičeň                      | Křičeň | Křičeň                | 4,34  |
| Kunětice                    | Kunětice | Kunětice              | 3,95  |
| Labětín                     | Labětín | Řečany nad Labem      | 2,36  |
| Labské Chrčice              | Labské Chrčice | Labské Chrčice        | 4,47  |
| Lány na Důlku               | Lány na Důlku | Pardubice             | 6,17  |
| Lány u Dašic                | Lány u Dašic | Lány u Dašic          | 3,58  |
| Lázně Bohdaneč              | Lázně Bohdaneč | Lázně Bohdaneč        | 21,79 |
| Ledec                       | Ledec | Choltice              | 2,25  |
| Lhota pod Přeloučí          | Lhota | Přelouč               | 3,48  |
| Libišany                    | Libišany | Libišany              | 5,72  |
| Lipec u Slepotic            | Lipec, Nové Holešovice | Slepotice             | 1,81  |
| Lipoltice                   | Lipoltice, Pelechov | Lipoltice             | 3,97  |
| Litětiny                    | Litětiny | Dolní Roveň           | 5,86  |
| Litošice                    | Krasnice, Litošice | Litošice              | 10,12 |
| Lohenice u Přelouče         | Lohenice | Přelouč               | 6,18  |
| Lukovna                     | Lukovna | Sezemice              | 2,22  |
| Malé Výkleky                | Malé Výkleky | Malé Výkleky          | 2,13  |
| Mělice                      | Mělice | Přelouč               | 1,82  |
| Mikulovice u Pardubic       | Mikulovice | Mikulovice            | 2,24  |
| Mnětice                     | Mnětice | Pardubice             | 4,67  |
| Mokošín                     | Mokošín | Mokošín               | 1,71  |
| Morašice v Železných horách | Morašice | Morašice              | 4,47  |
| Moravanský                  | Moravanský | Moravany              | 1,61  |
| Moravany nad Loučnou        | Moravany | Moravany              | 5,44  |
| Němčice nad Labem           | Němčice | Němčice               | 2,55  |
| Nemošice                    | Nemošice | Pardubice             | 4,49  |
| Nerad                       | Nerad | Živanice              | 1,84  |
| Neratov                     | Neratov | Neratov               | 4,04  |
| Nové Jesenčany              | Nové Jesenčany, Zelené Předměstí (Pardubice V) | Pardubice             | 0,41  |
| Ohrazenice                  | Ohrazenice | Pardubice             | 1,19  |
| Opatovice nad Labem         | Opatovice nad Labem | Opatovice nad Labem   | 7,96  |
| Opočínek                    | Opočínek | Pardubice             | 3,96  |
| Opočno nad Loučnou          | Opočno | Trusnov               | 2,78  |
| Ostřešany                   | Ostřešany | Ostřešany             | 6,64  |
| Ostřetín                    | Ostřetín | Ostřetín              | 15,01 |
| Pardubice                   | Bílé Předměstí (Pardubice I), Bílé Předměstí (Pardubice III), Bílé Předměstí (Pardubice IV), Cihelna, Pardubice-Staré Město, Polabiny, Rosice, Zámek, Zelené Předměstí (Pardubice I), Zelené Předměstí (Pardubice V), Zelené Předměstí (Pardubice VI) | Pardubice             | 19,37 |
| Pardubičky                  | Pardubičky | Pardubice             | 3,21  |
| Platěnice                   | Platěnice, Platěnsko | Moravany              | 3,82  |
| Plch                        | Plch | Plch                  | 0,96  |
| Poběžovice u Holic          | Poběžovice u Holic | Poběžovice u Holic    | 13,43 |
| Poběžovice u Přelouče       | Poběžovice u Přelouče | Poběžovice u Přelouče | 1,71  |
| Počaply nad Loučnou         | Počaply, Sezemice | Sezemice              | 2,16  |
| Podůlšany                   | Podůlšany | Podůlšany             | 3,34  |
| Pohránov                    | Pohránov | Srch                  | 2,3   |
| Pohřebačka                  | Pohřebačka | Opatovice nad Labem   | 4,05  |
| Popkovice                   | Popkovice | Pardubice             | 2,64  |
| Prachovice u Dašic          | Prachovice | Dašice                | 3,11  |
| Pravy                       | Pravy | Pravy                 | 3,79  |
| Přelouč                     | Přelouč | Přelouč               | 11,21 |
| Přelovice                   | Přelovice | Přelovice             | 4,56  |
| Přepychy                    | Přepychy | Přepychy              | 2,55  |
| Ráby                        | Ráby | Ráby                  | 2,37  |
| Raškovice u Přelouče        | Dolní Raškovice, Horní Raškovice | Svinčany              | 2,1   |
| Rašovy                      | Rašovy | Turkovice             | 1,62  |
| Rohovládova Bělá            | Rohovládova Bělá | Rohovládova Bělá      | 4,43  |
| Rohoznice                   | Rohoznice | Rohoznice             | 3,48  |
| Rokytno                     | Drahoš, Rokytno | Rokytno               | 7,19  |
| Rosice nad Labem            | Rosice | Pardubice             | 4,37  |
| Rybitví                     | Rybitví | Rybitví               | 5,25  |
| Řečany nad Labem            | Řečany nad Labem | Řečany nad Labem      | 3,15  |
| Selmice                     | Selmice | Selmice               | 5,42  |
| Semín                       | Semín | Semín                 | 7,43  |
| Semtín                      | Doubravice, Semtín | Pardubice             | 4,58  |
| Seník                       | Seník | Jankovice             | 3,21  |
| Sezemice nad Loučnou        | Sezemice | Sezemice              | 6,85  |
| Slepotice                   | Slepotice | Slepotice             | 4,23  |
| Sopřeč                      | Sopřeč | Sopřeč                | 6,56  |
| Sovoluská Lhota             | Sovoluská Lhota | Lipoltice             | 1,28  |
| Sovolusky u Přelouče        | Sovolusky | Sovolusky             | 4,34  |
| Spojil                      | Spojil | Spojil                | 1,75  |
| Spytovice                   | Spytovice | Zdechovice            | 2,45  |
| Srch                        | Srch | Srch                  | 4,19  |
| Srnojedy                    | Srnojedy | Srnojedy              | 2,48  |
| Staré Čívice                | Staré Čívice | Pardubice             | 5,67  |
| Staré Hradiště              | Staré Hradiště | Staré Hradiště        | 3,67  |
| Staré Jesenčany             | Staré Jesenčany | Staré Jesenčany       | 3,71  |
| Staré Ždánice               | Staré Ždánice | Staré Ždánice         | 5,74  |
| Staročernsko                | Staročernsko | Pardubice             | 1     |
| Starý Mateřov               | Starý Mateřov | Starý Mateřov         | 3,02  |
| Stéblová                    | Stéblová | Stéblová              | 7,83  |
| Stojice                     | Stojice | Stojice               | 5,36  |
| Strašov                     | Strašov | Strašov               | 10,12 |
| Studánka                    | Studánka (Pardubice III), Studánka (Pardubice IV) | Pardubice             | 2,69  |
| Svinčany                    | Svinčany | Svinčany              | 6,1   |
| Svítkov                     | Svítkov | Pardubice             | 4,75  |
| Svojšice u Choltic          | Svojšice | Svojšice              | 1,94  |
| Škudly                      | Škudly | Přelouč               | 1,44  |
| Štěpánov u Přelouče         | Štěpánov | Přelouč               | 2,8   |
| Telčice                     | Chvaletice | Chvaletice            | 1,69  |
| Tetov                       | Tetov | Tetov                 | 4,61  |
| Trnávka                     | Trnávka | Trnávka               | 3,63  |
| Trnová                      | Trnová | Pardubice             | 1,54  |
| Trusnov                     | Franclina, Trusnov, Žíka | Trusnov               | 7,86  |
| Třebosice                   | Třebosice | Třebosice             | 3,19  |
| Tupesy u Přelouče           | Tupesy | Přelouč               | 1,44  |
| Turkovice u Přelouče        | Turkovice | Turkovice             | 2,48  |
| Turov nad Loučnou           | Turov | Moravany              | 3,3   |
| Uhersko                     | Uhersko | Uhersko               | 3,67  |
| Úhřetická Lhota             | Úhřetická Lhota | Úhřetická Lhota       | 3,21  |
| Újezd u Přelouče            | Újezd u Přelouče | Újezd u Přelouče      | 3,42  |
| Újezd u Sezemic             | Újezd u Sezemic, Zástava | Újezd u Sezemic       | 3,46  |
| Urbanice                    | Urbanice | Urbanice              | 3,53  |
| Valy nad Labem              | Valy | Valy                  | 4,29  |
| Vápno u Přelouče            | Vápno | Vápno                 | 2,66  |
| Veliny                      | Veliny | Veliny                | 6,52  |
| Velké Koloděje              | Velké Koloděje | Sezemice              | 3,84  |
| Veselí u Přelouče           | Veselí | Veselí                | 3,01  |
| Veská                       | Veská | Sezemice              | 2,21  |
| Vlčí Habřina                | Vlčí Habřina | Vlčí Habřina          | 3,37  |
| Voleč                       | Voleč | Voleč                 | 4,76  |
| Vysoká u Holic              | Vysoká u Holic | Ostřetín              | 3,48  |
| Vysoké Chvojno              | Vysoké Chvojno | Vysoké Chvojno        | 17,04 |
| Vyšehněvice                 | Vyšehněvice | Vyšehněvice           | 4,18  |
| Zdechovice                  | Zbraněves, Zdechovice | Zdechovice            | 6,17  |
| Zminný                      | Malolánské, Pod Dubem, Zminný | Dašice                | 3,9   |
| Žáravice                    | Žáravice | Žáravice              | 2,75  |
| Živanice                    | Dědek, Živanice | Živanice              | 6,21  |

Celková výměra 880,08 km2